# Thomson (Géorgie)
Pour les articles homonymes, voir Thomson.
La ville américaine de Thomson est le siège du comté de McDuffie, dans l’État de Géorgie.

## Démographie
| 1880 | 1890 | 1900  | 1910  | 1920  | 1930  |
| ---- | ---- | ----- | ----- | ----- | ----- |
| 700  | 836  | 1 154 | 2 151 | 2 140 | 1 914 |

| 1940  | 1950  | 1960  | 1970  | 1980  | 1990  |
| ----- | ----- | ----- | ----- | ----- | ----- |
| 3 088 | 3 489 | 4 522 | 6 503 | 7 001 | 6 862 |

| 2000  | 2010  | - | - | - | - |
| ----- | ----- | - | - | - | - |
| 6 828 | 6 778 | - | - | - | - |

## Source
- (en) Cet article est partiellement ou en totalité issu de l’article de Wikipédia en anglais intitulé « Thomson, Georgia » (voir la liste des auteurs).